# Pseudomitrula horakii
Pseudomitrula horakii är en svampart som beskrevs av Gamundí 1980. Pseudomitrula horakii ingår i släktet Pseudomitrula och familjen Helotiaceae.   Inga underarter finns listade i Catalogue of Life.